# Curt Schimmelbusch
Curt Theodor Schimmelbusch (* 16. November 1860 in Groß Nogath, Kreis Graudenz, Westpreußen; † 2. August 1895 in Berlin) war ein deutscher Chirurg.

## Leben
Curt Schimmelbusch studierte zunächst von 1879 bis 1882 Naturwissenschaften an der Albert-Ludwigs-Universität Freiburg und der Ludwig-Maximilians-Universität München. Er wechselte zur Medizin an der Julius-Maximilians-Universität Würzburg, der Friedrich-Wilhelms-Universität zu Berlin und der Friedrichs-Universität Halle. In Halle wurde er 1886 zum Dr. med. promoviert. Anschließend war er als Assistent bei Karl Joseph Eberth im Anatomischen Institut tätig. Ab 1888 war er Assistent im Bürgerhospital in Köln bei Bernhard Bardenheuer und ab 1889 in Berlin bei Ernst von Bergmann. 1892 habilitierte er sich.
Nach ihm ist die ab den 1890er Jahren allgemein eingeführte Schimmelbusch-Maske benannt. Es handelt sich dabei um eine Modifikation der 1862 von dem Geburtshelfer Thomas Skinner erfundenen Äther-Tropf-Maske in Form einer sterilisierbaren Maske aus Drahtgeflecht mit einem dazwischen einlegbaren Gazestück. Sie dient dazu, auf hygienische Weise Äther vor dem Gesicht des Patienten zu verdampfen, wodurch die Äthernarkose (bzw. Äthertropfnarkose) durch Inhalation zustande kommt. Auch in der Instrumentenaufbereitung, d. h. der Sterilisation von Instrumenten und anderen Medizinprodukten, ist der Name Schimmelbusch ein Begriff. Ab 1886 führte Schimmelbusch an der Klinik von Bergmann unter anderem mit Sterilisationsmöglichkeiten für Instrumente und Verbandsmaterialien, steriler Operationskleidung und Händedesinfektion die aus der Antisepsis hervorgegangene Asepsis ein. Damit erfolgte auch durch Ernst von Bergmann und Curt Schimmelbusch die allgemeine Einführung der Dampfsterilisation in die Chirurgie. Die von Schimmelbusch 1889 entwickelten Behälter für Instrumente und OP-Wäsche wurden Schimmelbuschtrommeln genannt. Auf Basis dieser Behälter haben sich die heute verwendeten Container und Containersysteme entwickelt. Die von Schimmelbusch genutzte Sterilisermethode hat ihre Grundlage in der 1881 von Robert Koch, Friedrich Loeffler und Georg Gaffky publizierten grundlegenden Arbeit Ueber die Verwerthbarkeit heißer Wasserdämpfe zu Desinfectionszwecken in den Mitteilungen aus dem Kaiserlichen Gesundheitsamt.

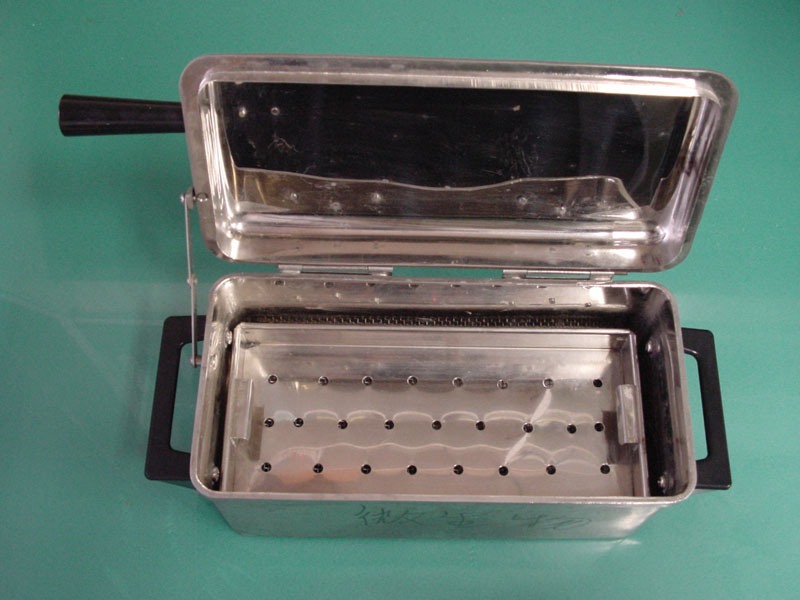
Sterilisationsbehälter
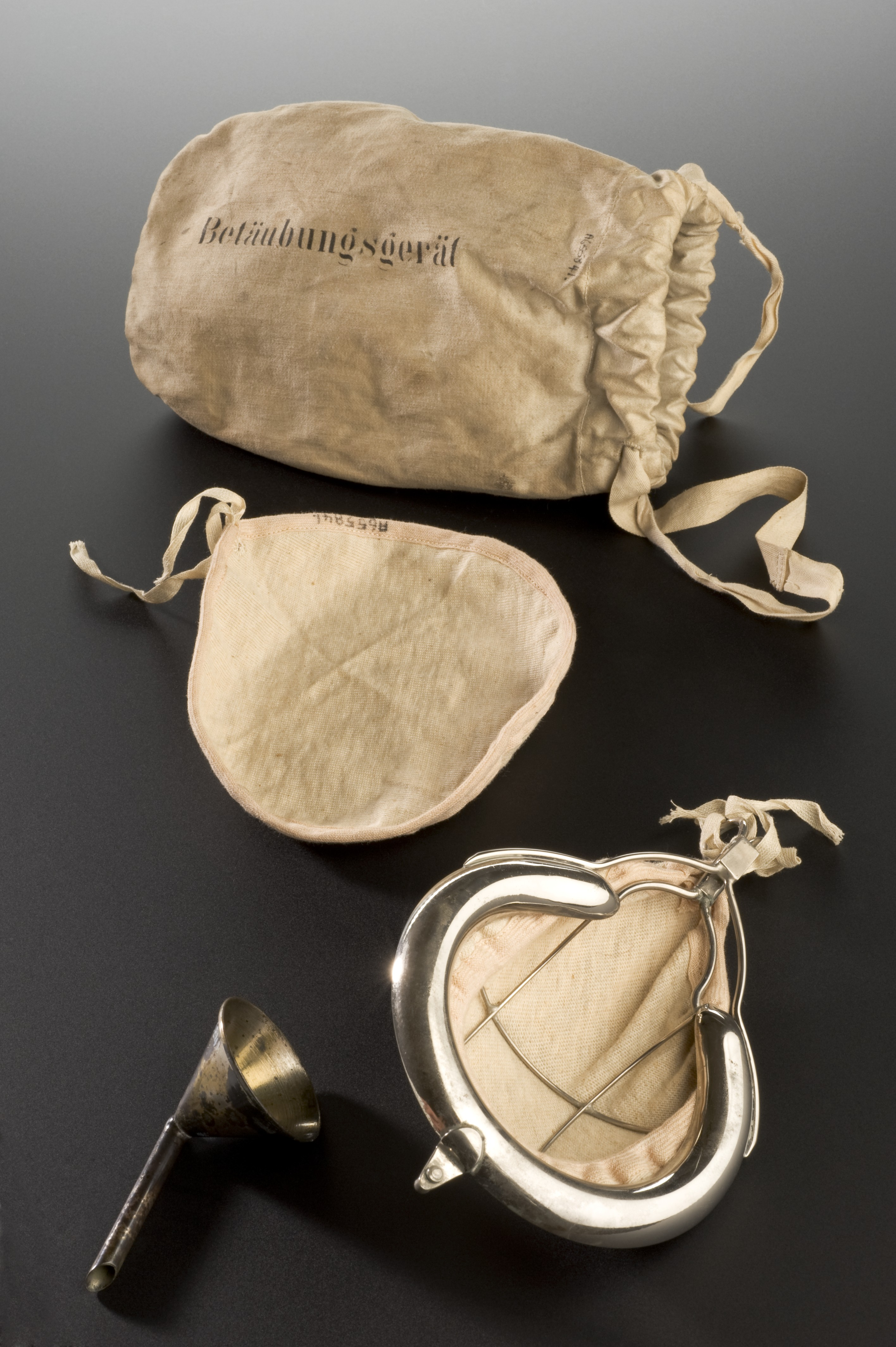
Betäubungsmaske

## Veröffentlichungen
- mit Karl Joseph Eberth: Blutplättchen und die Thrombose. Stuttgart 1888.
- mit Karl Joseph Eberth: Die Thrombose nach Versuchen und Leichenbefunden- Stuttgart 1888.
- Experimentelle Untersuchungen über die Thrombose. In: Virchows Archiv für pathologische Anatomie und Physiologie und für klinische Medizin.Berlin.
- Über das Verhältnis der Thrombose zur Blutgerinnung. In: Virchows Archiv für pathologische Anatomie und Physiologie und für klinische Medizin. Berlin.
- Die Zusammensetzung der Thrombus. In: Virchows Archiv für pathologische Anatomie und Physiologie und für klinische Medizin. Berlin.
- Die Durchführung der Asepsis in der Klinik des Herrn Geheimrath von Bergmann in Berlin. In: Arch. klin. Chir. 1891, S. 123 ff.
- Anleitung zur aseptischen Wundbehandlung. Berlin 1892.